# Sollevamento pesi ai Giochi della XVII Olimpiade - Pesi mediomassimi
La competizione della categoria pesi mediomassimi (fino a 90 kg) di sollevamento pesi ai Giochi della XVII Olimpiade si è svolta il giorno 9 settembre 1960  al Palazzetto dello Sport di Roma.

## Regolamento
La classifica era ottenuta con la somma delle migliori alzate delle seguenti 3 prove:
- Distensione lenta
- Strappo
- Slancio

Su ogni prova ogni concorrente aveva diritto a tre alzate.

## Risultati
| Pos. | Atleta           | Nazione          | Peso Atleta | Totale | Distensione lenta | Distensione lenta | Distensione lenta | Strappo | Strappo | Strappo | Slancio | Slancio | Slancio |
| Pos. | Atleta           | Nazione          | Peso Atleta | Totale | 1                 | 2                 | 3                 | 1       | 2       | 3       | 1       | 2       | 3       |
| ---- | ---------------- | ---------------- | ----------- | ------ | ----------------- | ----------------- | ----------------- | ------- | ------- | ------- | ------- | ------- | ------- |
| 1    | Arkadij Vorob'ëv | Unione Sovietica | 89,8        | 472,5  | 145,0             | 150,0             | 152,5             | 137,5   | 142,5   | 145,0   | 172,5   | 177,5   | 177,5   |
| 2    | Trofim Lomakin   | Unione Sovietica | 89,9        | 457,5  | 150,0             | 155,0             | 157,5             | 130,0   | 135,0   | 135,0   | 170,0   | 180,0   | 180,0   |
| 3    | Louis Martin     | Gran Bretagna    | 87,9        | 445,0  | 132,5             | 137,5             | 140,0             | 127,5   | 132,5   | 137,5   | 162,5   | 170,0   | 170,0   |
| 4    | John Pulskamp    | Stati Uniti      | 89,4        | 432,5  | 132,5             | 137,5             | 140,0             | 125,0   | 125,0   | 130,0   | 160,0   | 167,5   | 182,5   |
| 5    | François Vincent | Francia          | 89,4        | 422,5  | 125,0             | 130,0             | 135,0             | 125,0   | 132,5   | 132,5   | 160,0   | 165,0   | 167,5   |
| 6    | Vladimir Savov   | Bulgaria         | 85,2        | 412,5  | 110,0             | 110,0             | 115,0             | 130,0   | 135,0   | 137,5   | 165,0   | 175,0   | 175,0   |
| 7    | Czesław Białas   | Polonia          | 90,0        | 410,0  | 125,0             | 130,0             | 132,5             | 122,5   | 122,5   | 122,5   | 157,5   | 162,5   | 162,5   |
| 8    | Leonardo Masu    | Italia           | 89,6        | 407,5  | 130,0             | 135,0             | 135,0             | 112,5   | 117,5   | 120,0   | 155,0   | 160,0   | 160,0   |
| 9    | Zdeněk Srstka    | Cecoslovacchia   | 89,9        | 405,0  | 117,5             | 117,5             | 122,5             | 120,0   | 125,0   | 127,5   | 155,0   | 160,0   | 160,0   |
| 10   | Hwang Ho-Dong    | Corea del Sud    | 89,5        | 400,0  | 115,0             | 115,0             | 120,0             | 120,0   | 125,0   | 125,0   | 155,0   | 160,0   | 165,0   |
| 11   | Andrea Borgnis   | Italia           | 89,7        | 400,0  | 120,0             | 125,0             | 127,5             | 115,0   | 120,0   | 120,0   | 160,0   | 167,5   | 167,5   |
| 12   | Wolfgang Müller  | Germania         | 89,4        | 395,0  | 115,0             | 120,0             | 120,0             | 120,0   | 125,0   | 127,5   | 150,0   | 155,0   | 162,5   |
| 13   | Ramiro Fermin    | Antille Olandesi | 89,8        | 395,0  | 120,0             | 125,0             | 125,0             | 120,0   | 125,0   | 125,0   | 145,0   | 150,0   | 150,0   |
| 14   | José Flores      | Antille Olandesi | 87,2        | 392,5  | 132,5             | 132,5             | 135,0             | 107,5   | 112,5   | -       | 140,0   | 150,0   | -       |
| 15T  | Bruno Barabani   | Brasile          | 89,6        | 390,0  | 115,0             | 120,0             | 122,5             | 112,5   | 112,5   | 117,5   | 145,0   | 152,5   | 160,0   |
| 15T  | Arne Lanes       | Norvegia         | 89,6        | 390,0  | 115,0             | 115,0             | 120,0             | 120,0   | 125,0   | 125,0   | 155,0   | 160,0   | 160,0   |
| 17   | Kurt Herbst      | Austria          | 86,4        | 377,5  | 110,0             | 115,0             | 117,5             | 115,0   | 120,0   | 120,0   | 140,0   | 145,0   | 150,0   |
| -    | Lazăr Baroga     | Romania          | 86,5        | 250,0  | 130,0             | 130,0             | 130,0             | 120,0   | 125,0   | 125,0   | -       | -       | -       |
| -    | Philome Laguerre | Haiti            | 89,2        | 137,5  | 137,5             | 137,5             | 142,5             | 125,0   | 125,0   | -       | -       | -       | -       |
| -    | Manny Santos     | Australia        | 89,4        | 132,5  | 132,5             | 132,5             | 132,5             | 120,0   | 120,0   | 120,0   | -       | -       | -       |